# Прага-Полудне
Прага Полудне, или Прага Южная (пол. Praga Południe) — дзельница (район) Варшавы на восточном берегу реки Висла. Граничит с дзельницами Вавер, Мокотув, Таргувек, Рембертув, Прага Пулноц и Средместье. Является частью исторического района Праги. 
Территория — 22,4 км². Население — 178 665 человек. Бурмистр (глава) — Томаш Кухарский.

## Административное деление
Согласно системе местных обозначений (MSI), дзельница Прага Полудне разделена на микрорайоны Камионек, Саска Кепа, Гоцлав, Гоцлавек, Грохов и Ольшинка Гроховска.

## История
Территория сегодняшней Праги Полудне была заселена по крайней мере с VII века. Следы поселений на её месте обнаружены более ранние нежели аналогичные следы самой Варшавы. Тем не менее, когда была основана Варшава, местность Праги Полудне была болотистой и часто затопляемой, а потому и необитаемой. С XVI века она вновь начала заселяться, но из-за отсутствия транспортной связи с Варшавой (вплоть до XIX века не существовало постоянных мостов через Вислу) считалась незначительным пригородом.
История района неразрывно связана с территорией Праги, в которую он входит и которая была на протяжении большей части истории самым восточным пригородом Варшавы. В XVII веке часть современной Праги Полудни была превращена в военный лагерь. В XVIII веке один из районов Праги Полудне был назван Саска-Кемпа из-за размещённой там Саксонской гвардии короля Польши.
До начала XX столетия район сохранял свой сельский характер заселения. Прага Полудне стала официальной частью Варшавы в 1916 году и одной из самых быстро растущих территорий города с центром в Саска Кемпа. В 1920-е и 1930-е года она была популярнейшем местом для постройки виллы у варшавского среднего класса.
В течение Второй мировой войны район не был разрушен. Несмотря на существование нескольких послевоенных нереализованных планов по индустриализации, Прага Полудни сохранил свой облик тихого района. В настоящее время построен ряд жилых многоквартирных комплексов, но власти не планируют дальнейшую застройку, стараясь сохранить традиционный облик Праги Полудни.
Помимо архитектуры Саска Кепы к главным достопримечательностям относятся Национальный стадион, Парк Скаришевски, Озеро Камионек. Поле битвы при Грохове (1831 год) также находится в границах района.

## Достопримечательности
- Собор Победоносной Богоматери.
- Церковь Рождества Христова.
- Церковь Божественного Милосердия.
- Гроховский дворец.
- Памятник Агнешки Осецкой.

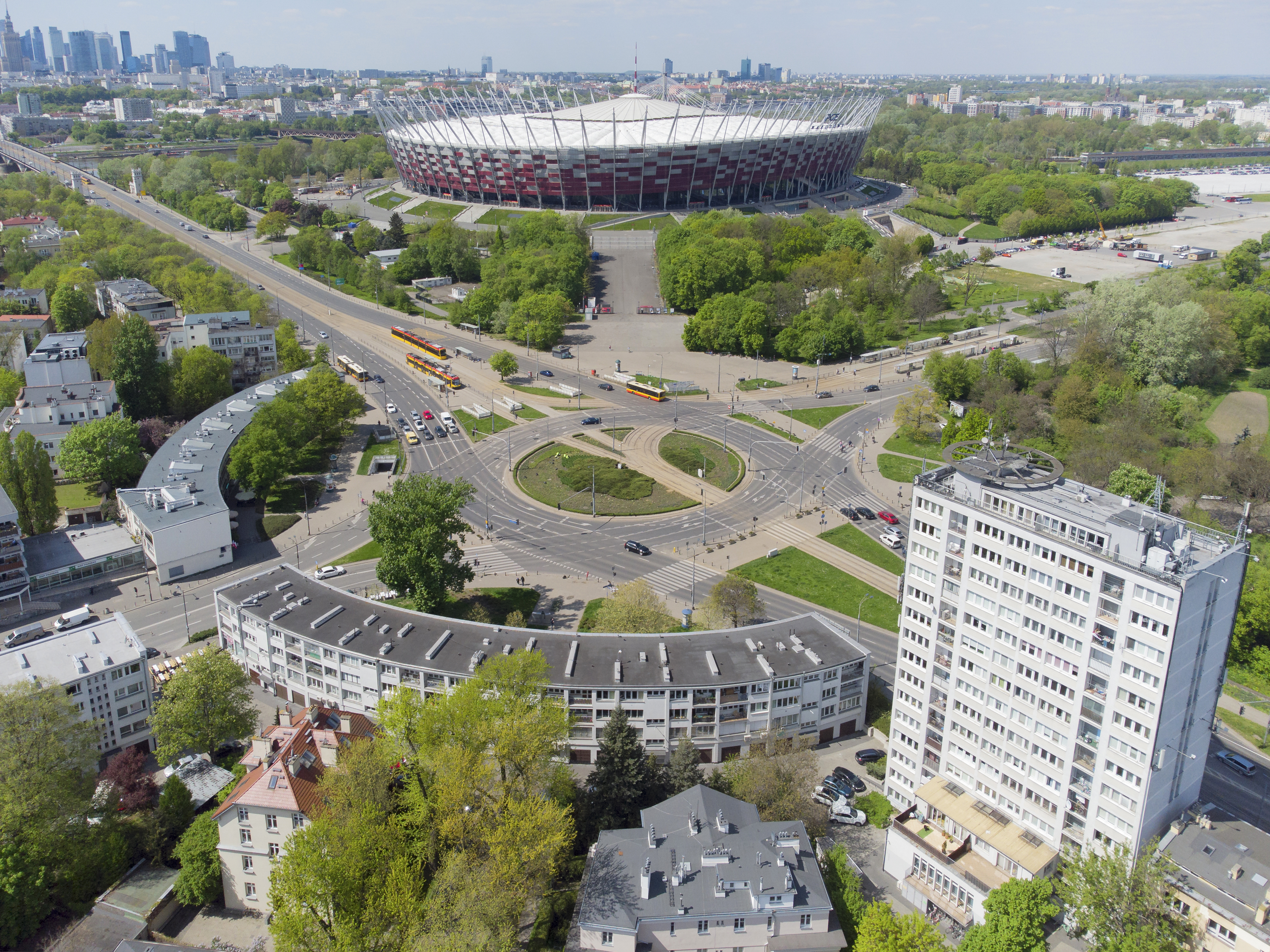
Кольцевая развязка Вашингтона, с которой начинается Саска Кепа. На заднем плане Национальный стадион.

- Церковь Богоматери — Царицы Польских Мучеников.
- Церковь Святого Андрея Боболи.
- Церковь Святого Викентия Паллотти.
- Природный заповедник Ольшинка Гроховска.